# Peña Pelada
Peña Pelada es un pico calizo de 700 metros de altura, en la sierra Las Enguinzas, situado en las localidades de Rubalcaba y Mirones, entre los municipios de Liérganes y Miera (Cantabria, España). La depresión separa los cauces del arroyo La Quieva y el río Miera. Su denominación viene dada por el macizo calizo que asoma en su cumbre. El ascenso a esta peña se puede realizar por diferentes caminos desde Rubalcaba (en torno a 1h 30 m de ascensión) o Mirones (en torno a 2h) y en su alto se puede observar una amplia panorámica de la Bahía de Santander y la Comarca de Trasmiera. Por el abrupto relieve de la zona, esta peña y otros montes próximos fueron durante algunos años escondite de maquis.